# Place de Passy
Ne doit pas être confondu avec Place de la Porte-de-Passy.
La place de Passy est une voie située dans le quartier de la Muette du 16e arrondissement de Paris.

## Situation et accès
La place de Passy est une voie publique située dans le 16e arrondissement de Paris. Elle se trouve au croisement de la rue de Passy, de la rue de l'Annonciation, de la rue Duban et de la rue Bois-le-Vent. Elle fait environ 30 mètres sur 34.
Elle est desservie par la ligne 9 à la station La Muette et la ligne 6 à la station Passy.

## Origine du nom
Elle tient son nom de son voisinage avec la rue de Passy, qui était la rue principale de l'ancienne commune de Passy.

## Historique

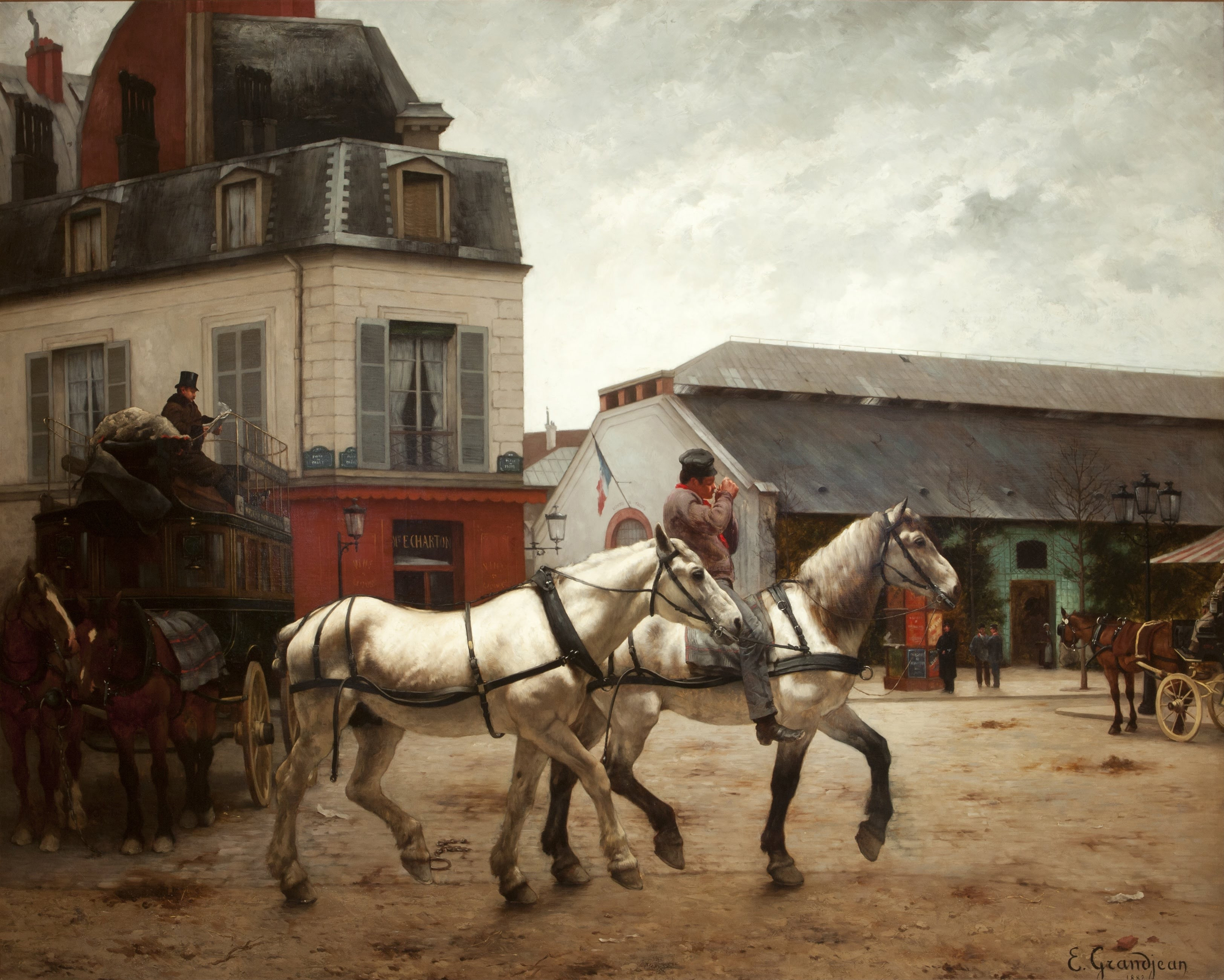
A Coach Stop on the Place de Passy, toile d'Edmond Georges Grandjean (1882).
Le bâtiment de gauche a été surélevé d'un étage et accueille de nos jours un fast-food ; celui de droite, rue Bois-Le-Vent, a été remplacé par un nouveau bâtiment, qui abrite le marché de Passy.

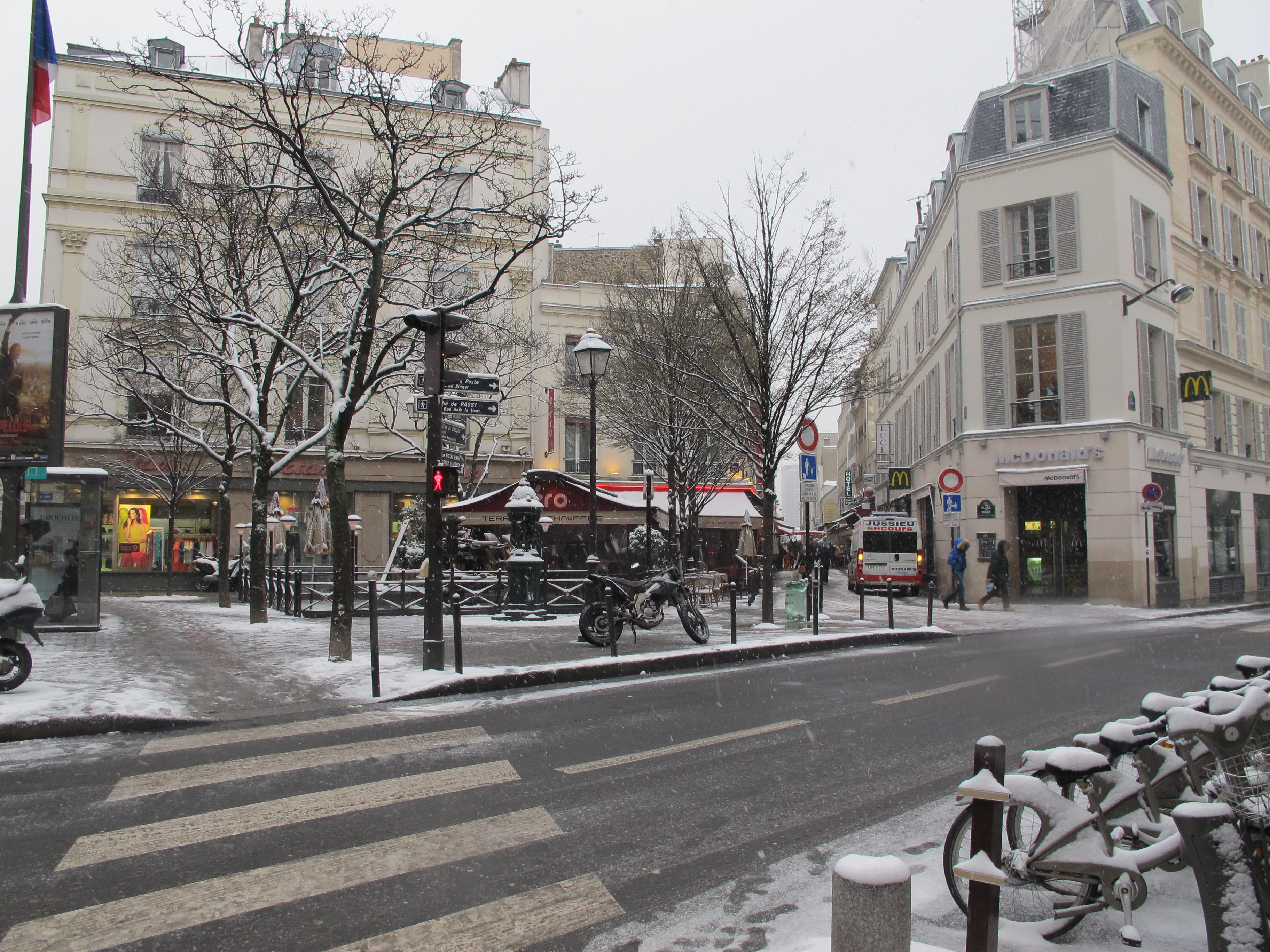
La place sous la neige.

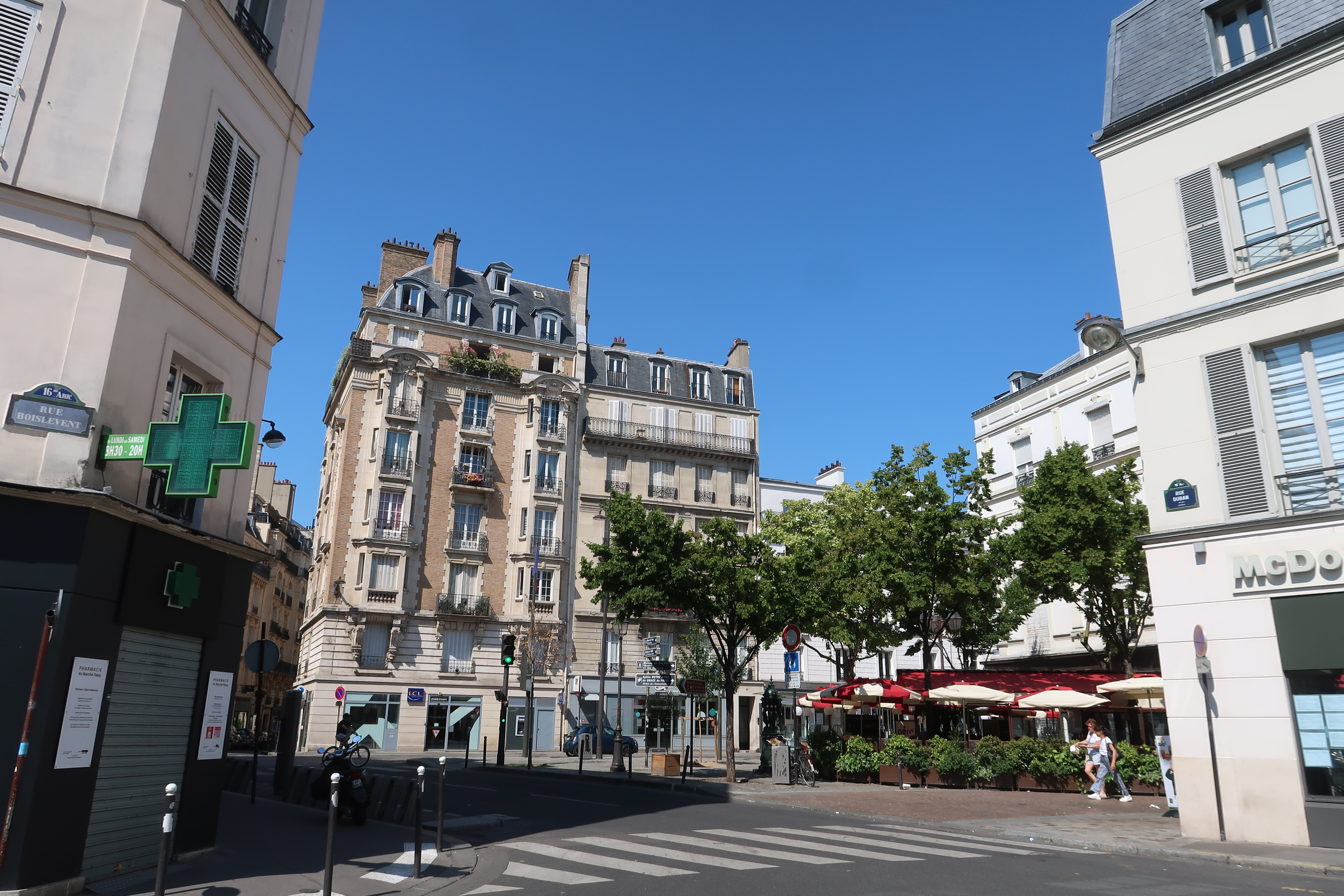
Vue depuis le croisement de la rue Bois-Le-Vent et de la rue Duban.

Avant la formation de la place en 1834, il ne s'agit que d'un passage entre la rue de Passy et la rue de l'Église (de nos jours rue de l'Annonciation). À partir de 1824, la compagnie Les Accélérées assurait à ce niveau des trajets en cabriolet jusqu'au quartier du Palais-Royal pour un prix de 75 centimes. Vers 1827, la compagnie des Omnibus la concurrence sur la même route pour 25 centimes, mais Les Accélérées réussit à obtenir son départ deux ans plus tard après s'être plaint au maire de Passy. Les Accélérées baisse cependant son prix à 30 centimes. Pour les Omnibus en revanche, les difficultés s'enchaînent et son premier administrateur, Stanislas Baudry, se suicide. La ligne de la Petite Ceinture (1854) et les navettes fluviales sur la Seine (années 1860) participent ensuite grandement à rapprocher Passy de Paris, finalement intégré à la capitale dans le nouveau 16e arrondissement.
Le 5 novembre 1793, sur la « place d’Armes » (ancien nom de la place), les titres, renseignements et papier relatifs aux droits seigneuriaux sont brûlés.
En 1827, le no 2 de la place accueillait le café-restaurant Le Midi, où le « cercle de Passy » se réunissait au premier étage en 1863.
Ancienne « place de la mairie » de la commune de Passy, elle est créée sur l'emprise des rues qui la bordent (rue Bois-Le-Vent, rue de l'Annonciation et rue Duban). Elle doit son premier nom à sa proximité avec la mairie du village, alors située 67 rue de Passy. En 1848, elle est renommée « place Béranger » puis retrouve son nom initial.
Elle est classée dans la voirie parisienne par le décret du 23 mai 1863 et prend sa dénomination actuelle par un décret du 26 février 1867.
Le 5 février 1914, la place est le lieu d'un drame. Dans l'hôtel situé à l'angle avec la rue de l'Annonciation, une jeune femme, Fernande Faure, tue son mari infidèle, Léon Debiesse, en lui tirant dessus. Le Journal conclut en notant que « cette triste affaire [...] a eu, à Passy, un retentissement tel que plusieurs milliers de personnes stationnaient encore, à minuit, aux abords de l'hôtel tragique » — chiffre cependant peu vraisemblable étant considérée la taille de la place —.